# Encounters: Jakten på nya ufo-bevis
Encounters: Jakten på nya ufo-bevis är en amerikansk dokumentärserie från 2023 som hade premiär på strömningstjänsten Netflix den 27 september 2023. Första säsongen bestod av fyra avsnitt.

## Handling
Serien kretsar kring och kartlägger mystiska ufoobservationer som inträffat runt om på jorden under 50 års tid. I serien intervjuas ögonvittnen och experter. Dessutom presenteras nya bevis.